# Apsarasa radians
Apsarasa radians là một loài bướm đêm thuộc họ Noctuidae. Nó được tìm thấy ở khu vực đông bắc của Himalaya, tây nam châu Á, quần đảo quần đảo Andaman, bán đảo Mã Lai, Sumatra, Borneo, Philippines và Sulawesi.